# Theresa Kachindamoto

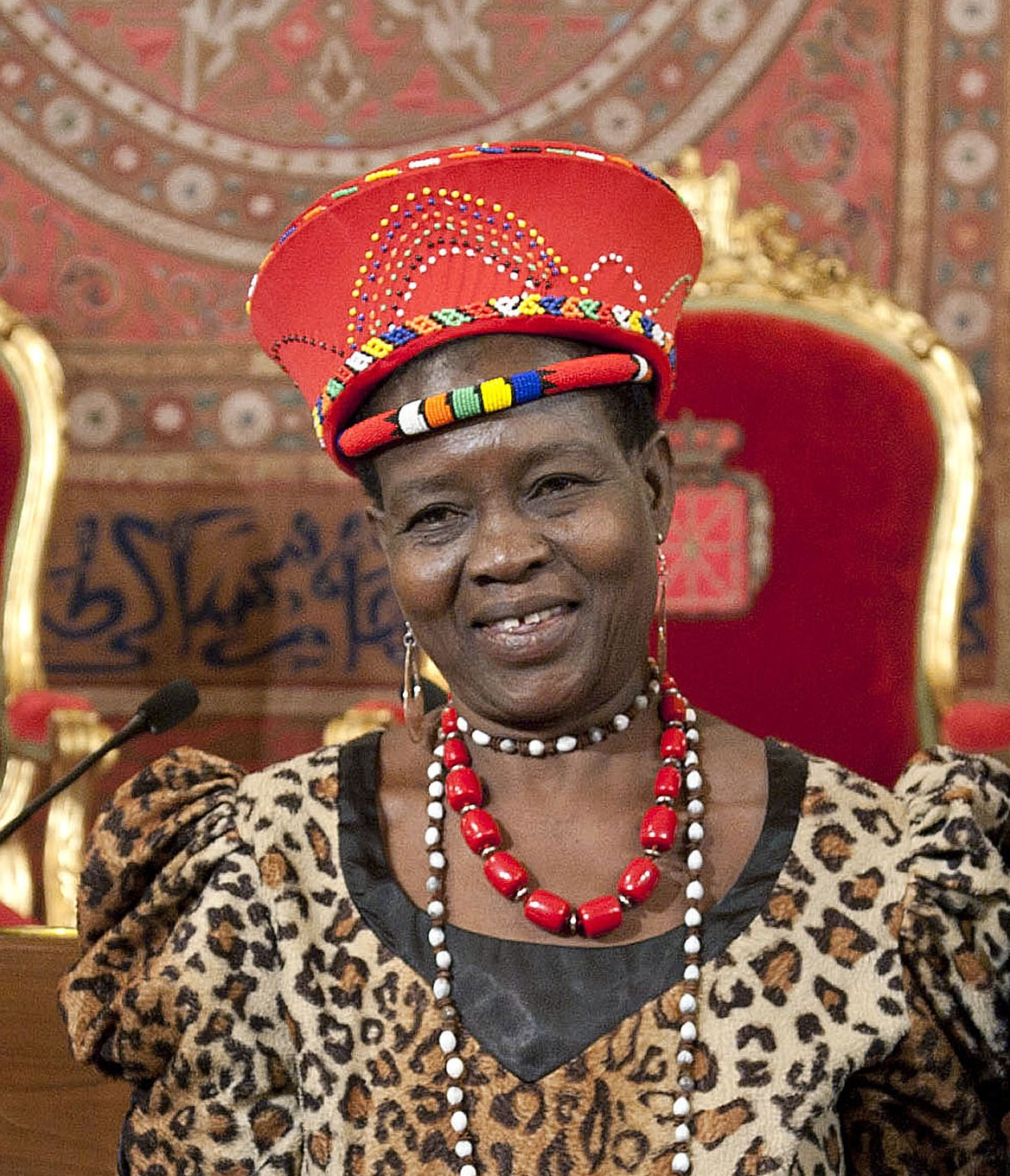
Theresa Kachindamoto in 2018

Theresa Kachindamoto (Mtakataka (Malawi), 1958) is een opperhoofd (titel: Inkosi ya makosi ) in het district Dedza in het centrum van Malawi. Ze heeft informeel gezag over meer dan 800.000 mensen. Ze staat bekend om haar krachtig optreden tegen kindhuwelijken en als voorvechtster voor gelijke rechten op onderwijs voor zowel meisjes als jongens.  

## Leven
Theresa Kachindamoto is de jongste van twaalf broers en zussen in een familie van stamhoofden in het district Dedza rond het Malawimeer. Ze werkte 27 jaar als secretaresse aan een onderwijsinstelling in Zomba in het zuiden van Malawi. Ze is getrouwd en moeder van vijf zoons. In 2003 werd ze door de leiders van het district Dedza uitgeroepen tot stamhoofd van het district, waar op dat moment meer dan 800.000 mensen woonden. Ze accepteerde de functie en keerde terug naar Monkey Bay, waar ze de traditionele gewaden, kettingen en een hoofdband van luipaardleer aantrok, en onmiddellijk huisbezoeken begon af te leggen om zichzelf voor te stellen. Kachindamoto werd zo de Inkosi van de Cidiaonga-lijn van de Maseko- of Gomani-dynastie. Ze nam de naam Kachindamoto VII aan, als opvolger van Justino Kachindamoto VI, die de titel bekleedde van 1988 tot 2001. Van 2001 tot 2003 was haar oudere broer Sundzeni Inkosi ya Makosi. Hij stierf onverwacht.  

## Kindhuwelijken
Malawi is een van de armste landen ter wereld, en 10% van de bevolking is geïnfecteerd met het hiv-virus. Uit een onderzoek van de Verenigde Naties uit 2012 bleek dat meer dan de helft van de meisjes in Malawi getrouwd was vóór haar achttiende, en dat Malawi is een van de twintig landen ter wereld is met het hoogste aantal kindhuwelijken — met name op het platteland. Jonge meisjes, soms slechts zeven jaar oud, zijn het slachtoffer van seksueel geweld in het kader van zogenaamde seksuele initiatiekampen (kusasa fumbi). In 2015 werd er in Malawi een wet aangenomen die trouwen onder de 18 jaar verbiedt. Niettemin staan de grondwet en het gewoonterecht van de traditionele autoriteiten het kindhuwelijk nog steeds toe wanneer de ouders ermee instemmen. Complicaties treden vaak op bij de geboorte van meisjes wiens lichaam te klein is om te bevallen.  
Het verontrustte Kachindamoto dat er in haar district zo'n hoog percentage kindhuwelijken voorkwam. Aanvankelijk lukte het haar niet om ouders ervan te overtuigen hun kinderen niet langer op jonge leeftijd te laten trouwen. Ze liet de 50 onderhoofden van het district er vervolgens mee instemmen om het kindhuwelijk af te schaffen en bestaande huwelijken te ontbinden. Ook zette ze vier onderhoofden af die verantwoordelijk waren voor gebieden waar kindhuwelijken bleven voortbestaan, maar stelde hen weer aan nadat deze ermee instemden om de bestaande kindhuwelijken te ontbinden. Ze haalde dorpsleiders over om de wet te wijzigen en zo kindhuwelijken te verbieden. Tegen 2019 was het haar inmiddels gelukt om meer dan 3500 van dit soort huwelijken nietig te laten verklaren.  Haar acties leverden haar internationale erkenning op.
In juni 2015 vertelde ze aan de Maravi Post : "Ja, ik heb 330 huwelijken ontbonden, van 175 kleine meisjes en 155 kleine jongens. Ik wilde dat ze terug naar school gingen en dat is gelukt." Ze vertelde de Nyasa Times: "Ik ben tegen kindhuwelijken, kinderen moeten naar school. We hebben inmiddels wetgeving aangenomen die iedereen binnen mijn bereik een richtlijn voor het huwelijk geeft, en hebben daarmee een heilig huisje omver geworpen. Geen enkel kind mag onder schooltijd thuis rondhangen, op het land werken of het huishouden doen. Geen dorpshoofd of religieus leider mag een huwelijk voltrekken zonder dat de geboortedata van het paar zijn geverifieerd." Haar strikte richtlijnen kwamen haar op de bijnaam "Terminator" te staan, en ze ontving tevens doodsbedreigingen. 
De nietig verklaarde huwelijken waren in de regel huwelijken die gesloten waren door een stamhoofd, binnen het gewoonterecht. Stamhoofd Kachindamoto zette moeders, leraren, commissies voor gemeenschapsontwikkeling, religieuze leiders en niet-gouvernementele organisaties in om kindhuwelijken tegen te gaan. Ze ondervond met name weerstand van arme ouders die een bruidsschat hadden betaald. Ze heeft echter veel ouders ervan kunnen overtuigen dat een goed opgeleide dochter meisje hen in de toekomst veel meer te bieden heeft dan wanneer ze haar nu goedkoop verkopen. Kachindamoto was van mening dat de huis-aan-huiscampagne de belangrijkste factor was om alle neuzen dezelfde kant op te krijgen.  UN Women en UNICEF zijn van plan om met de praktijkoplossingen van Kachindamoto ook elders in de wereld de kindhuwelijken terug te dringen.

## Erkenning
- Actrice Emma Watson bezocht Theresa Kachindamoto in haar geboortedorp Mtakataka op in oktober 2016, in de functie van VN-ambassadeur Women Goodwill.
- In maart 2017 werd Kachindamoto gehuldigd tijdens een ceremonie in Washington DC, ook bijgewoond door Hillary Clinton.
- Op 15 mei 2019 werd Theresa Kachindamoto in Manhattan gehuldigd voor het ontbinden van vijfduizend kindhuwelijken.
- In 2020 noemde het tijdschrift Forbes haar een van de 50 machtigste vrouwen in Afrika.
- Op 15 januari 2024 werd in het Belgische Louvain-la-Neuve aan Theresa Kachindamoto de graad van doctor honoris causa verleend in een gemeenschappelijke viering van de KU Leuven en de UCLouvain. De gemeenschappelijke toekenning gebeurde in het kader van de nakende viering van de 600ste verjaardag van de Leuvense universiteit, gesticht in 1425. Ze werd gepromoveerd voor haar inzet als verbindend leider in een levenslange strijd tegen kindhuwelijken en voor het recht op onderwijs voor meisjes en jongens.

## Trivia
- De naam Kachindamoto betekent "spelen met vuur".